# Ishmael Kalsakau
Alatoi Ishmael Kalsakau é um político vanuatuense e antigo primeiro-ministro de Vanuatu de 4 de novembro de 2022 a 4 de setembro de 2023. Ele é o chefe da União de Partidos Moderados em Vanuatu.

## Carreira
Em 2005, Kalsakau foi nomeado Conselheiro Jurídico da MCA Vanuatu, o componente Vanuatuano da Millennium Challenge Corporation.
Kalsakau era Procurador-Geral de Vanuatu, mas renunciou ao cargo para disputar as eleições parlamentares. Depois de perder, ele voltou ao cargo de procurador-geral, levantando preocupações da Transparency International. Após as eleições gerais de 2012, Kalsakau alegou que três ministros, incluindo Moana Carcasses Kalosil, se envolveram em compra de votos para garantir vários lugares em Port Vila.
Em 2014, Kalsakau foi renomeado procurador-geral do governo de Vanuatu.
Kalsakau foi confirmado como Líder da Oposição em fevereiro de 2016.

## Posições políticas
Kalsakau criticou uma proposta do governo para introduzir imposto de renda em Vanuatu, levando um porta-voz do governo a convocá-lo a renunciar por "declarações enganosas".
Kalsakau expressou ceticismo em relação ao aumento do envolvimento da chinesa em Vanuatu, bem como a falta de transparência em relação aos empréstimos da China.

## Família
Dois dos irmãos de Kalsakau (Ephraim Kasakau e Joshua Kalasakau) também foram eleitos membros do Parlamento em 2016. Seu pai foi o primeiro ministro-chefe George Kalsakau, que esteve envolvido na negociação da independência de Vanuatu da França e o Reino Unido.